# Richard Trench, 2. hrabě z Clancarty
Richard Le Poer Trench, 2. hrabě z Clancarty (Richard Le Poer Trench, 2nd Earl of Clancarty, 2nd Viscount Dunlo, 1st Viscount Clancarty, 2nd Baron Kilconnel, 1st Baron Trench, Marquess of Huesden) (18. května 1767, Irsko – 24. listopadu 1837, Irsko) byl britský státník a diplomat z bohaté irské šlechtické rodiny. Od mládí se uplatňoval v irském a britském parlamentu, později zastával řadu státních úřadů. V letech 1812–1818 byl britským ministrem obchodu, souběžně se v závěru napoleonských válek prosadil v diplomacii, několik let byl vyslancem v Nizozemí a v letech 1814–1815 jedním z britských zástupců na Vídeňském kongresu. Od roku 1805 byl po otci irským peerem, v roce 1815 se stal členem Sněmovny lordů.

## Kariéra

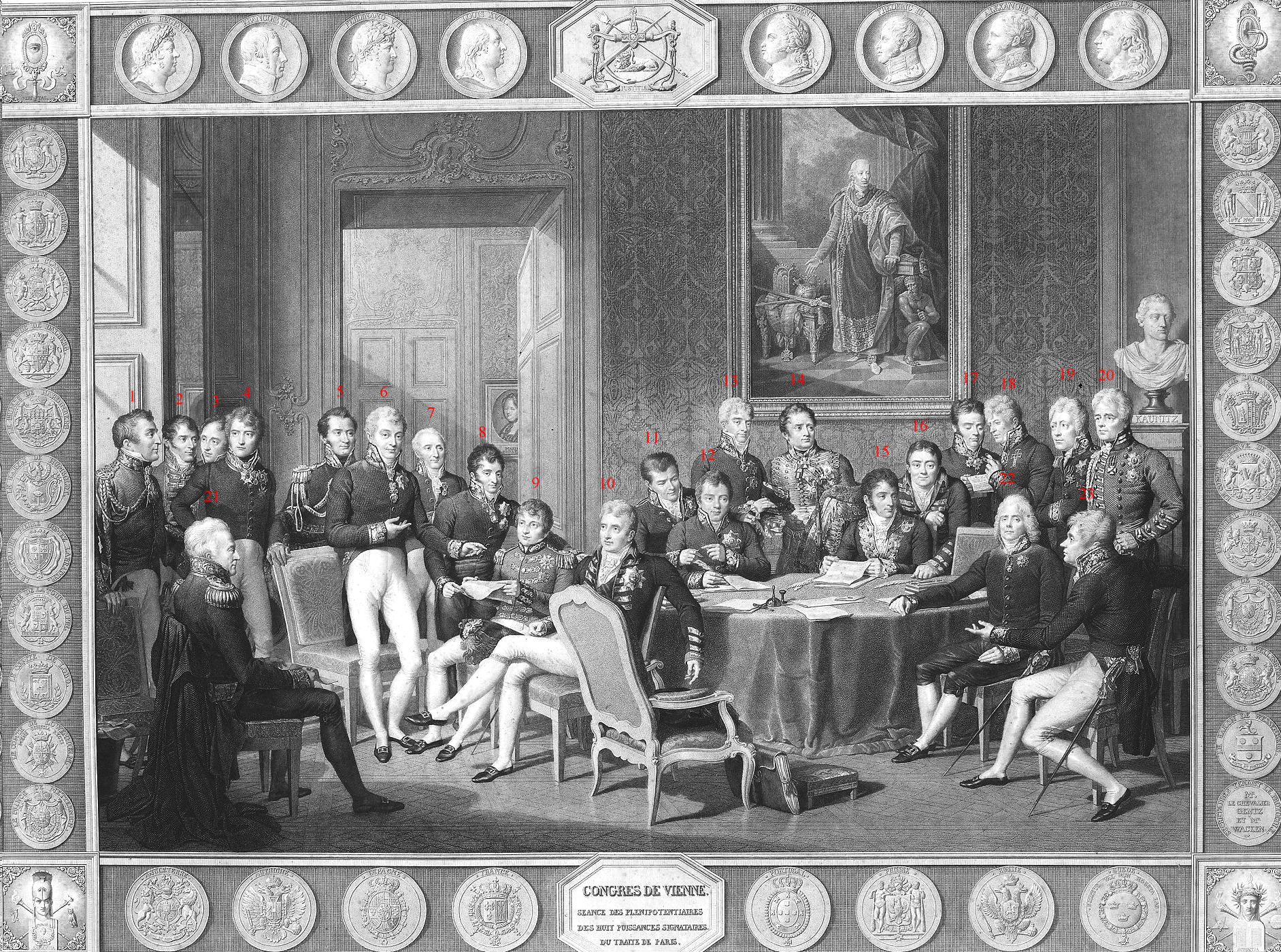
Účastníci Vídeňského kongresu (hrabě z Clancarty pod č. 16)

Pocházel ze starobylé irské rodiny francouzského původu, narodil se do početné rodiny Williama Trenche, 1. hraběte z Clancarty (1741–1805). Měl dva starší bratry, kteří zemřeli v mládí a bez potomstva, od roku 1803 jako otcův dědic užíval titul vikomt Dunlo. Středoškolské vzdělání získal v Irsku, poté vystudoval v Cambridge a od roku 1793 působil jako právník. V letech 1796–1800 byl poslancem irského parlamentu, kde původně patřil k odpůrcům spojení Británie s Irskem, ale nakonec unii podpořil. V letech 1801–1805 byl poslancem britské Dolní sněmovny, kde se připojil k toryům. V letech 1804–1806 byl komisařem kontrolního úřadu Východoindické společnosti, poté v roce 1807 znovu členem Dolní sněmovny. Mezitím v roce 1805 zdědil rodové tituly (platné pouze pro Irsko), od roku 1805 byl též guvernérem v hrabství Galway, od roku 1807 byl členem britské Tajné rady a členem výboru Tajné rady pro obchod a kolonie. V roce 1807 se vrátil do rodného Irska, kde zastával vysoké státní úřady. V roce 1807 byl náměstkem generálního poštmistra a v letech 1807–1809 irským generálním poštmistrem. V letech 1808-1815 byl jedním z volených zástupců irských peerů v britské Sněmovně lordů a v roce 1809 byl jmenován členem irské Tajné rady.
V roce 1812 se vrátil do Anglie, protože byl povolán do funkce předsedy úřadu pro obchod (ministra obchodu, 1812–1818), v letech 1812–1814 byl zároveň nejvyšším mincmistrem (Maste of the Mint). Spolu s 2. hrabětem z Chichesteru zastával v letech 1814–1816 úřad generálního poštmistra. Mezitím se v závěru napoleonských válek uplatnil v diplomacii a v letech 1813–1814 byl vyslancem v Nizozemí. Poté byl jedním z britských zástupců na Vídeňském kongresu (1814–1815) a v roce 1815 získal titul barona Trenche s platností pro celé Spojené království a stal se členem Sněmovny lordů. Stal se též rytířem Řádu lázně a zároveň v Nizozemí obdržel titul markýze z Huesdenu. V letech 1816–1823 byl znovu vyslancem v Nizozemí a v návaznosti na to postupně opustil vládní funkce v Británii. V roce 1821 obdržel hannoverský Řád Guelfů. Po návratu do Anglie získal v roce 1823 ještě britský titul vikomta Clancarty. Poté žil v soukromí, pouze v irských hrabstvích Galway a Connaught zastával čestné funkce.

## Rodinné a majetkové poměry

Erb rodu hrabat z Clancarty

V roce 1796 se oženil s Henriettou Staples (1770–1847), dcerou dlouholetého irského poslance Johna Staplese, která po matce pocházela z vlivné irské rodiny Conollyů. Měli spolu pět dcer a tři syny, dědicem titulů byl syn William Thomas Le Poer-Trench, 3. hrabě z Clancarty (1803–1872).
Richardův mladší bratr Power Trench (1770–1839) byl duchovním a v letech 1820–1839 arcibiskupem v Tuamu. Další bratr William Trench (1771–1846) sloužil v námořnictvu a dosáhl hodnosti kontradmirála.
Rodina Trenchů vlastnila rozsáhlé pozemky v irském hrabství Galway, kde jim patřilo přibližně 10 000 hektarů půdy. Jejich hlavním sídlem byl zámek Garbally House, který dnes funguje jako škola